# Monolistra (Microlistra) bolei
Monolistra (Microlistra) bolei is een pissebed uit de familie Sphaeromatidae. De wetenschappelijke naam van de soort is voor het eerst geldig gepubliceerd in 1960 door Sket.